# بادخورک خال‌پیشانی
بادقپک خال‌پیشانی (نام علمی: Cypseloides cherriei) نام یک گونه از سرده آوندوارها است.